# Tanabata

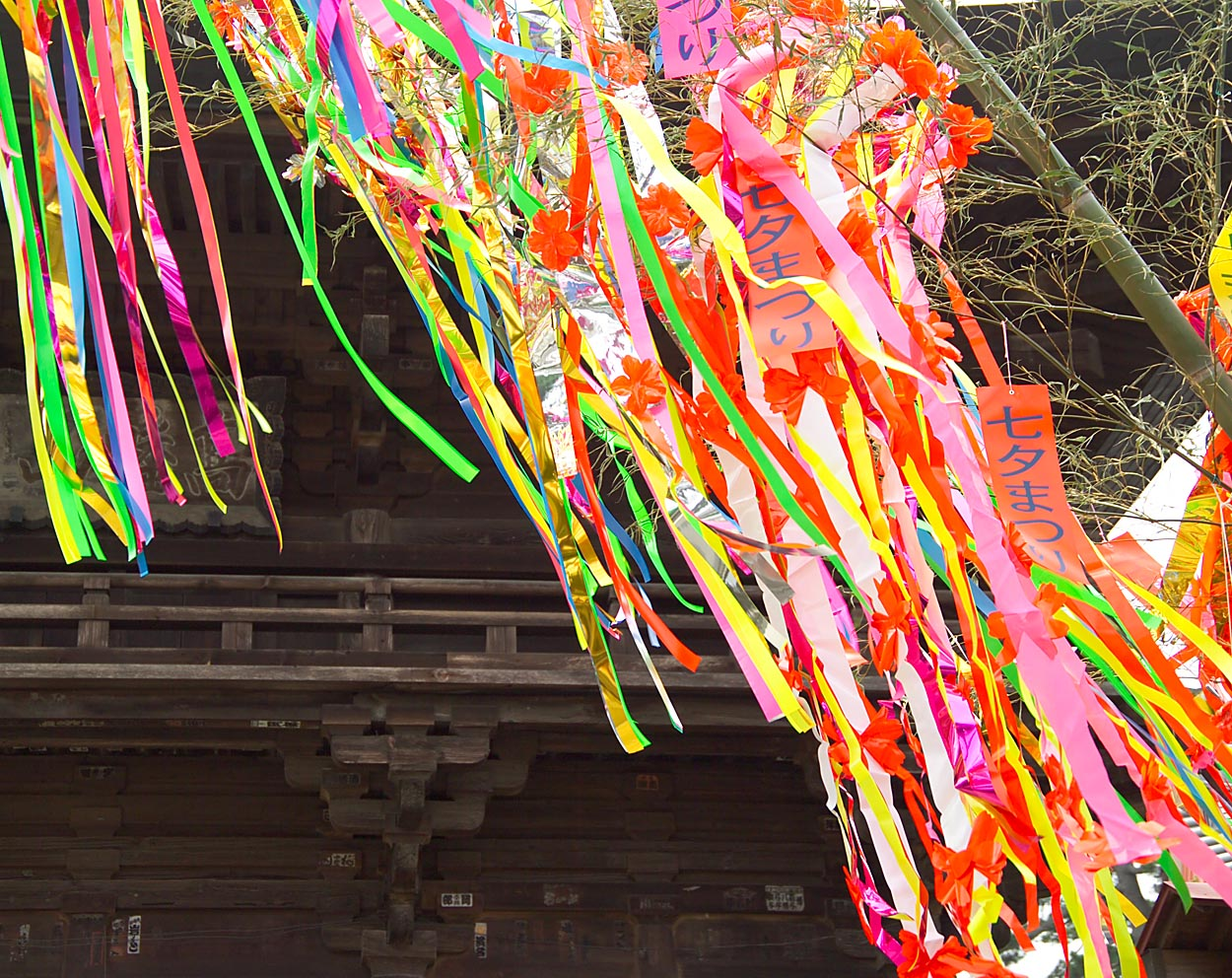
Tanabata-Dekoration

Tanabata (japanisch 七夕, wörtlich: siebenter Abend oder 棚機, dt. Webstuhl) wird jeden 7. Juli in Japan gefeiert; ursprünglich am siebten Tag des siebten Monats des japanischen Kalenders.
Nach alter chinesischer Überlieferung (chinesisch 七夕, Pinyin Qīxī) stellen die beiden Sterne Wega (Sternbild Leier) und Altair (Sternbild Adler) ein Liebespaar dar, welches das ganze restliche Jahr über durch die Milchstraße getrennt ist, sich aber an diesem Tag treffen darf.

## Hintergrund

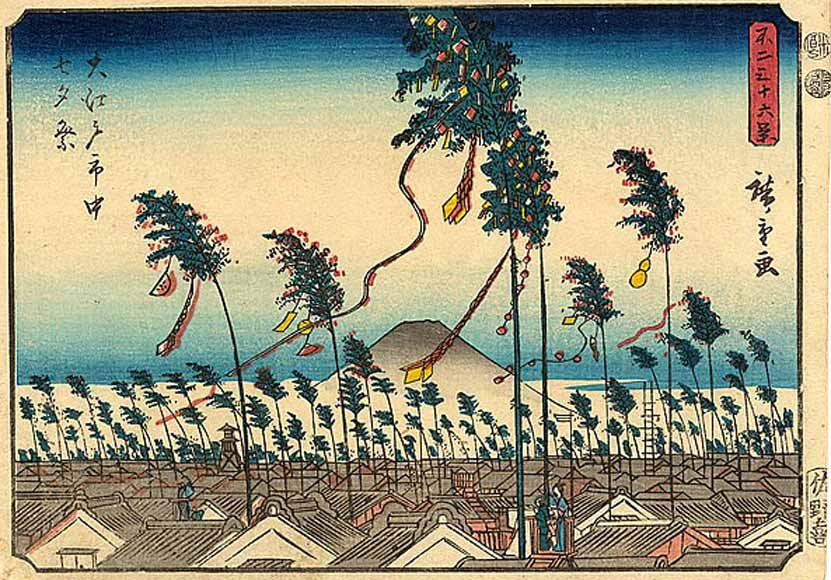
Farbholzschnitt von Hiroshige, Tanabata-Fest in Edo, 1852

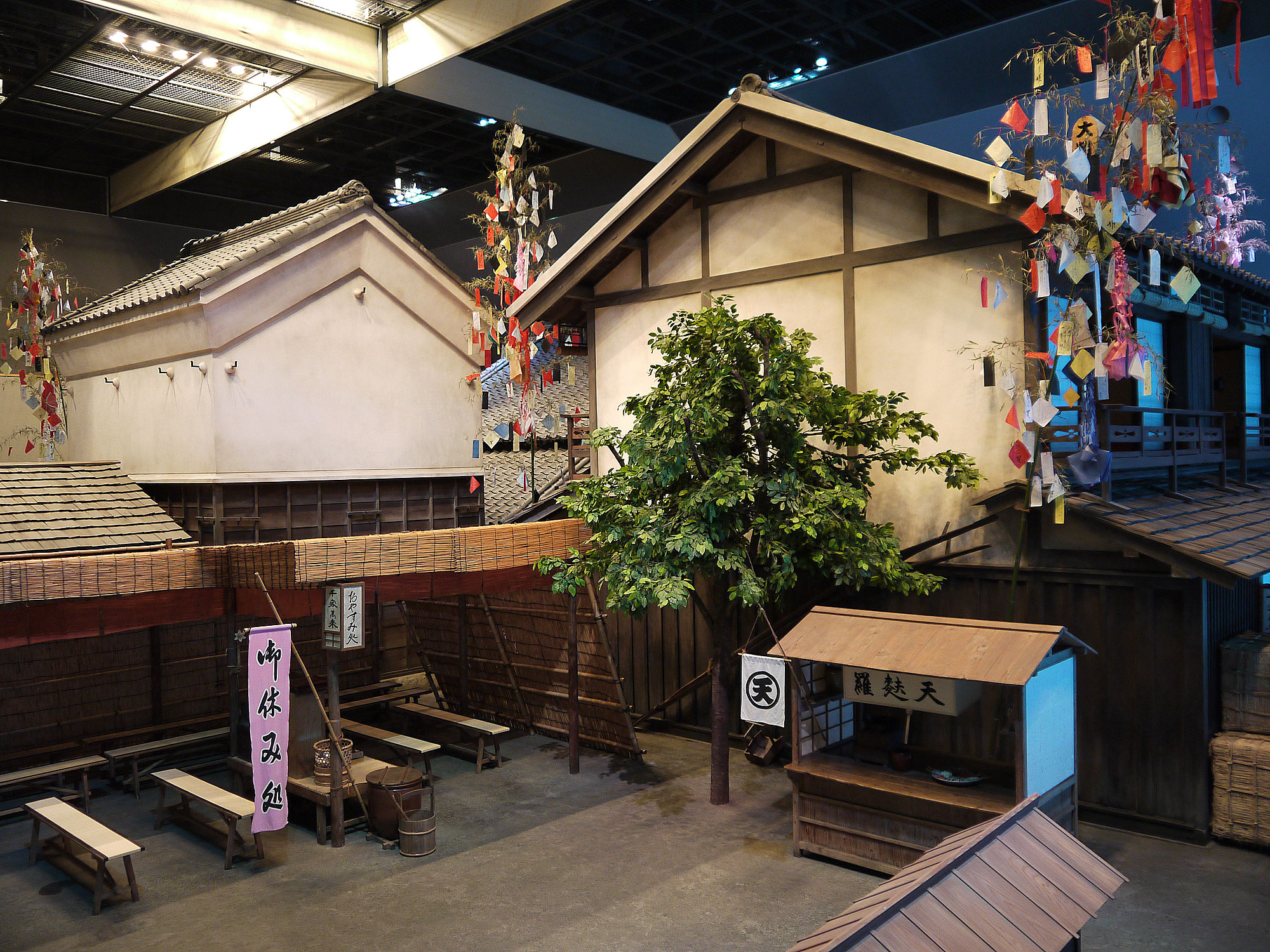
Demonstration von Edo Tanabata (Fukagawa Edo Museum)

Das Tanabata ist chinesischen Ursprungs und erinnert an einen Rinderhirten (chinesisch 牛郎, Pinyin niú láng, japanisch 彦星 Hikoboshi, deutsch ‚männlicher Stern‘) und eine Weberin (chinesisch 織女 / 织女, Pinyin zhī nǚ, japanisch 織姫 Orihime, deutsch ‚Weberprinzessin‘), die getrennt an beide Ufer der Milchstraße verbannt wurden, weil ihre Liebe ihren Fleiß zu sehr beeinträchtigte. 
Die gängigste Variante der Geschichte lautet: Orihime, die Tochter des Himmelsgottes, war eine fleißige Weberin. Um ihr Abwechslung von der Arbeit zu geben, wurde sie von ihrem Vater mit dem Rinderhirten Hikoboshi verheiratet. Sie waren so verliebt, dass beide darüber ihre Arbeit vergaßen – die Rinder wurden krank und der Himmelsgott bekam keine neuen Kleider mehr. Darüber war er so erbost, dass er Hikoboshi auf die andere Seite des großen Flusses (die Milchstraße) verbannte. Weil sie aber vor Kummer immer noch nicht arbeiten konnten, dürfen sie sich einmal im Jahr treffen – an Tanabata. Wenn es an diesem Tag regnet, ist der Fluss zu breit und zu tief und kann nicht überquert werden.
Am Abend vor dem 7. Juli werden Bambusbäume aufgestellt, an denen Zettel mit Wünschen aufgehängt werden in der Hoffnung, dass sich diese dadurch erfüllen würden.
Der britische Japan-Kenner Basil Hall Chamberlain schreibt in seinem 1890 erschienenen „ABC der japanischen Kultur“:

„Die Sterne werden in Japan weitaus weniger bewundert und besungen als in Europa. Die einzige erwähnenswerte Fabel, die etwas mit den Sternen zu tun hat, ist jene, auf der das Fest namens Tanabata beruht. Diese Fabel, die chinesischen Ursprungs ist, erzählt die Liebe eines Hirten und einer Weberin. Der Hirte ist ein Stern im Bilde der Aquila, die Weberin ist der Stern Wega. Sie wohnen an den entgegengesetzten Ufern des «Himmlischen Flusses» oder der Milchstraße und können nicht zusammenkommen, ausgenommen in der 7. Nacht des 7. Mondes. Diese Nacht ist ihnen geheiligt; Papierstreifen mit poetischen Ergüssen zu ihren Ehren werden an Bambusrohren befestigt und an verschiedenen Orten aufgestellt. Nach einer Version der Legende wurde das Webermädchen so unausgesetzt damit beschäftigt, Gewänder für den Nachkömmling des Himmelskaisers – Gott, in andern Worten – anzufertigen, daß ihr keine Zeit blieb an den Schmuck der eigenen Person zu denken. Zuletzt indessen gab ihr Gott, der Mitleid mit ihrer Verlassenheit hatte, den Hirten zur Ehe, der auf dem jenseitigen Ufer des Flusses wohnte. Von der Zeit an aber wurde die Frau in ihrer Arbeit nachlässig. Gott in seinem Zorn zwang sie hierauf, wieder über den Fluss zurückzukehren, und verbot gleichzeitig ihrem Mann, sie mehr als einmal im Jahr zu besuchen. Eine andere Version stellt das Paar als Sterbliche dar, die im frühen Alter von fünfzehn und zwölf verheiratet wurden und im Alter von 103 und 99 Jahren starben. Nach dem Tode flogen ihre Geister zum Himmel empor, wo die erhabene Gottheit täglich im Himmlischen Fluss badet. Kein Sterblicher darf ihn durch Berührung beflecken, ausgenommen am 7. Tag des 7. Mondes, da die Gottheit, anstatt zu baden, dem Absingen der buddhistischen Schriften lauscht.“

## Astronomischer Hintergrund
Wega (Orihime) und Altair (Hikoboshi) sind Sterne in unserer Galaxie, der Milchstraße. Daneben markiert Deneb eine dunkle „Brücke“ über die Milchstraße, wo diese durch den Nördlichen Kohlensack verdeckt wird. Die drei hellen Sterne bilden das Sommerdreieck. Das Sommerdreieck erreicht seinen höchsten Stand am Himmel im August, was mit dem ursprünglichen Datum des Festes übereinstimmt.

## Bekannte Feste
Insbesondere die japanische Stadt Sendai ist für ihr farbenfrohes Tanabata-Fest bekannt. In Sendai wird das Tanabata-Fest aber einen Monat später gefeiert. Auftakt zu den Feierlichkeiten, die vom 6. bis zum 8. August andauern, bildet bereits am Vorabend, also am 5. August, ein sehr großes japanisches Feuerwerk (Hanabi), das über dem Park Nishi-kōen zu sehen ist.
Bekannt für ihr farbenfrohes Tanabata-Fest sind auch die japanischen Städte Hiratsuka und Asagaya.

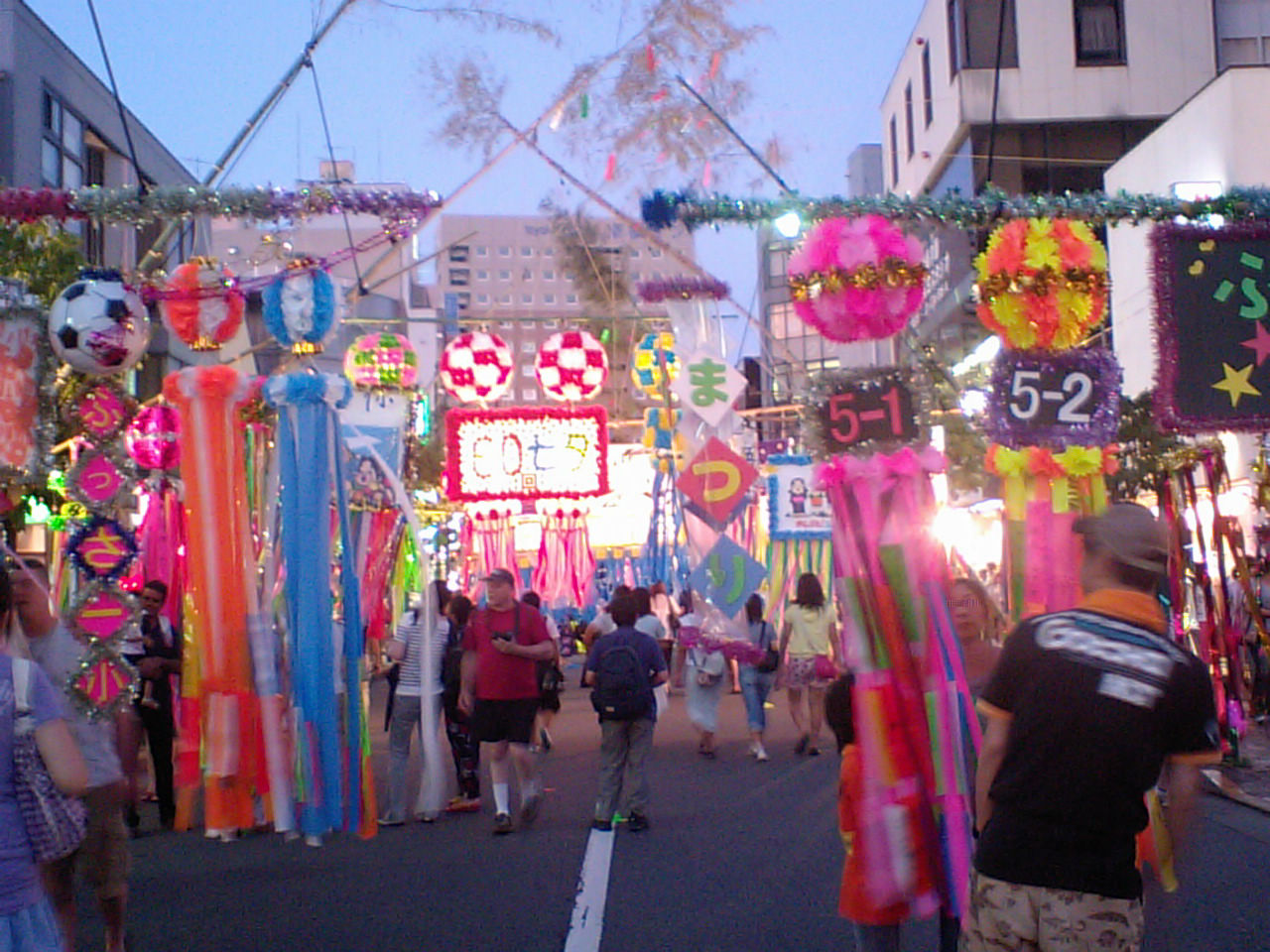
Fussa 2010
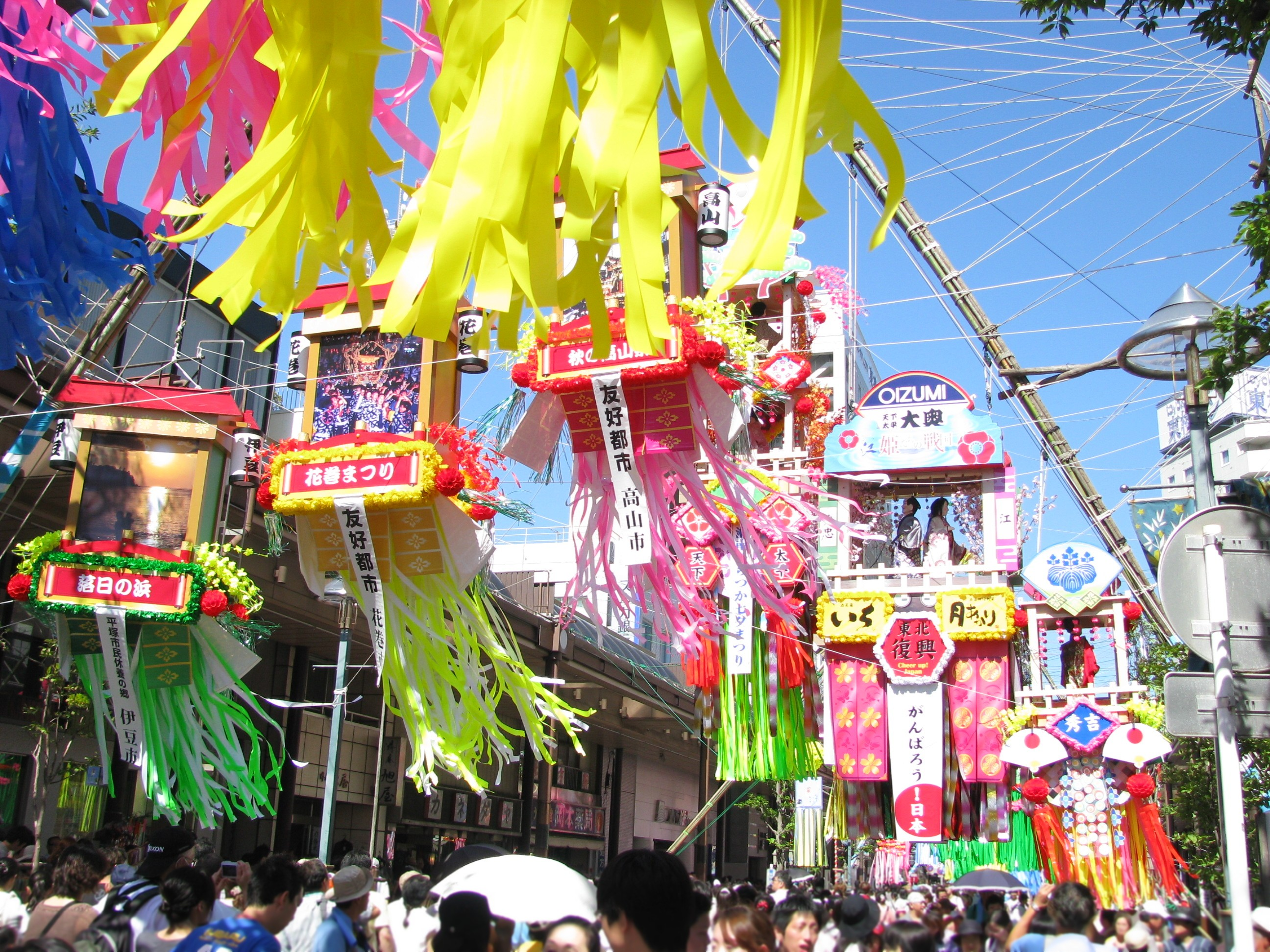
Hiratsuka 2011
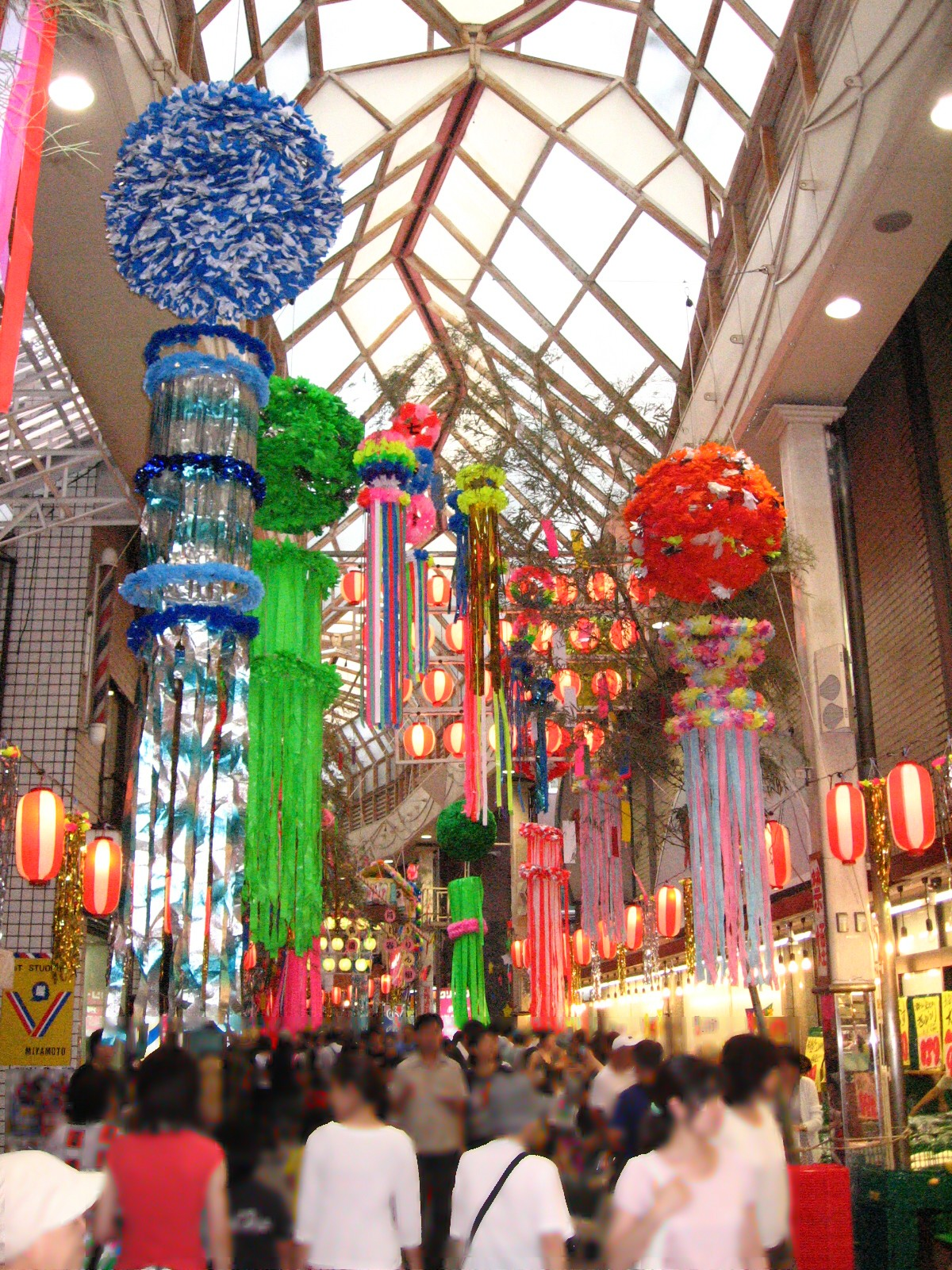
Tanabata 2009
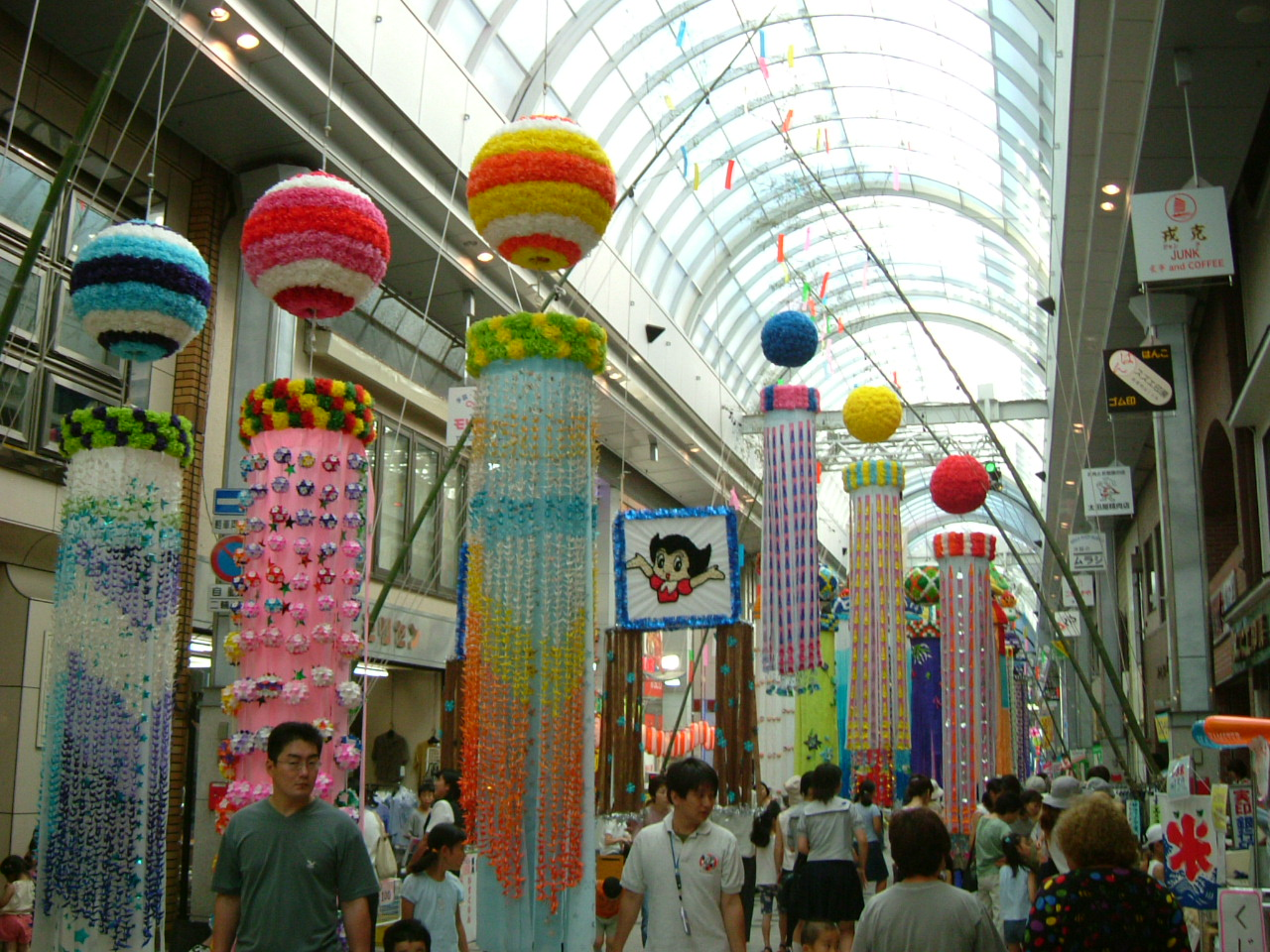
Einkaufspassage in Morioka
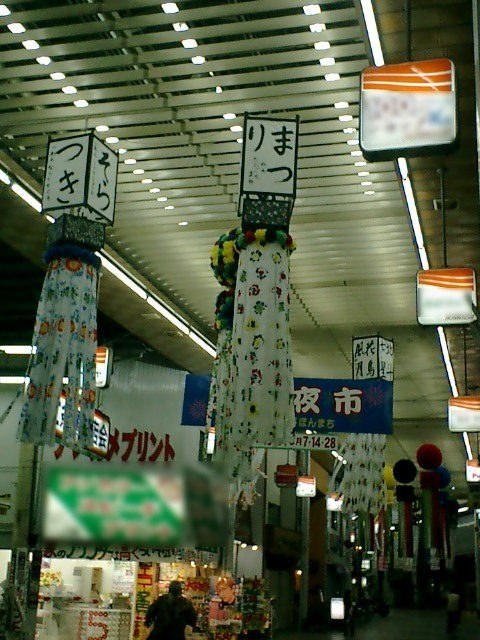
Kusudama
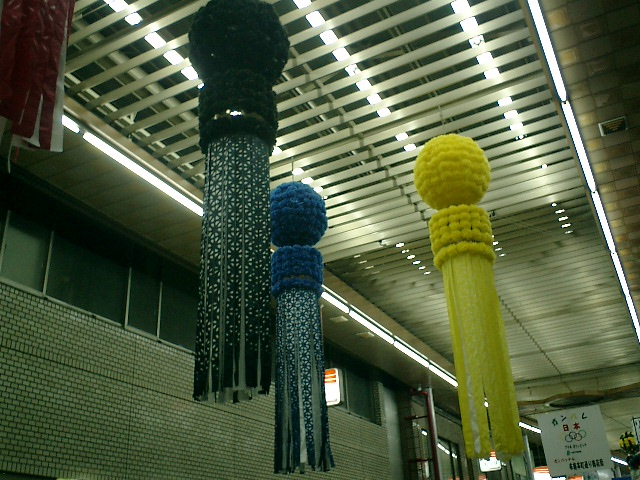
Kusudama
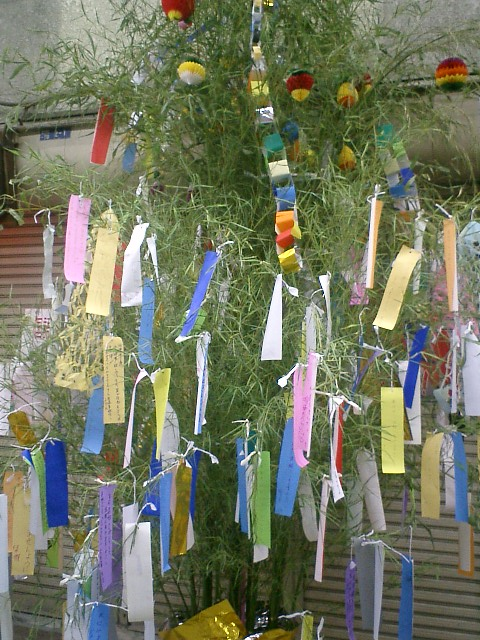
Sasakazari
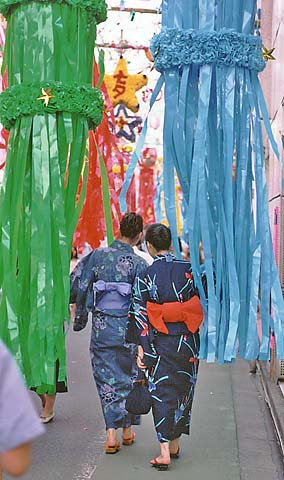